# 内瓦达
内瓦达，是西班牙安达卢西亚自治区格拉纳达省的一个市镇。总面积77平方公里，总人口1272人（2001年），人口密度17人/平方公里。